# Bundestagswahlkreis Hoyerswerda – Kamenz – Weißwasser
Der Bundestagswahlkreis Hoyerswerda – Kamenz – Weißwasser war von 1990 bis 2002 ein Wahlkreis in Sachsen. Er besaß die Nummer 314 und umfasste die Landkreise Hoyerswerda, Kamenz und Weißwasser. Im Rahmen der Wahlkreisreform von 2002, bei der die Anzahl der Wahlkreise in Sachsen von 21 auf 17 reduziert wurde, wurde das Gebiet des Wahlkreises auf die Wahlkreise Kamenz – Hoyerswerda – Großenhain und Bautzen – Weißwasser aufgeteilt.
Das Direktmandat wurde stets von Ulrich Klinkert (CDU) gewonnen.

## Bundestagswahl 1998
| Kandidaten                     | Kandidaten                   | Parteien/Listen     | Erststimmen | Erststimmen | Zweitstimmen | Zweitstimmen |
| Kandidaten                     | Kandidaten                   | Parteien/Listen     | Stimmen     | %           | Stimmen      | %            |
| ------------------------------ | ---------------------------- | ------------------- | ----------- | ----------- | ------------ | ------------ |
|                                | Ulrich Klinkertgewählt im WK | CDU                 | 46.038      | 36,1        | 40.539       | 31,6         |
|                                | Barbara Wittig               | SPD                 | 40.659      | 31,9        | 37.806       | 29,5         |
|                                | Klaus Haupt                  | F.D.P.              | 4.626       | 3,6         | 3.997        | 3,1          |
|                                | Arnold Bock                  | PDS                 | 30.661      | 24,0        | 28.955       | 22,6         |
|                                | Jens Bitzka                  | GRÜNE               | 3.439       | 2,7         | 3.645        | 2,8          |
|                                | −                            | REP                 | –           | –           | 2.647        | 2,1          |
|                                | –                            | ödp                 | –           | –           | 142          | 0,1          |
|                                | Manfred Kabitschke           | GRAUE               | 2.137       | 1,7         | 696          | 0,5          |
|                                | −                            | PBC                 | –           | –           | 172          | 0,1          |
|                                | –                            | Pro DM              | –           | –           | 3.317        | 2,6          |
|                                | −                            | NPD                 | –           | –           | 1.522        | 1,2          |
|                                | −                            | BFB – Die Offensive | –           | –           | 262          | 0,2          |
|                                | –                            | DVU                 | –           | –           | 4.086        | 3,2          |
|                                | –                            | Chance 2000         | –           | –           | 425          | 0,3          |
| Gesamt                         | Gesamt                       | Gesamt              | 127.560     | 100         | 128.305      | 100          |
|                                |                              |                     |             |             |              |              |
| Ungültige Stimmen              | Ungültige Stimmen            | Ungültige Stimmen   | 2.952       | 2,3         | 2.207        | 1,7          |
| Wähler                         | Wähler                       | Wähler              | 130.512     | 80,7        | 130.512      | 80,7         |
| Wahlberechtigte                | Wahlberechtigte              | Wahlberechtigte     | 161.825     |             | 161.825      |              |
|                                |                              |                     |             |             |              |              |
| Quellen: Der Bundeswahlleiter, |                              |                     |             |             |              |              |

## Bundestagswahl 1994
| Kandidaten                     | Kandidaten                   | Parteien/Listen   | Erststimmen | Erststimmen | Zweitstimmen | Zweitstimmen |
| Kandidaten                     | Kandidaten                   | Parteien/Listen   | Stimmen     | %           | Stimmen      | %            |
| ------------------------------ | ---------------------------- | ----------------- | ----------- | ----------- | ------------ | ------------ |
|                                | Ulrich Klinkertgewählt im WK | CDU               | 56.710      | 51,1        | 52.903       | 47,4         |
|                                | –                            | SPD               | 25.234      | 22,8        | 26.142       | 23,4         |
|                                | –                            | PDS               | 25.147      | 22,7        | 23.027       | 20,6         |
|                                | –                            | GRÜNE             | –           | –           | 3.656        | 3,3          |
|                                | –                            | F.D.P.            | 3.823       | 3,4         | 3.438        | 3,1          |
|                                | –                            | GRAUE             | –           | –           | 490          | 0,4          |
|                                | –                            | REP               | –           | –           | 1.524        | 1,4          |
|                                | –                            | MLPD              | –           | –           | 40           | 0,0          |
|                                | –                            | ÖDP               | –           | –           | 180          | 0,2          |
|                                | –                            | PBC               | –           | –           | 165          | 0,1          |
| Gesamt                         | Gesamt                       | Gesamt            | 110.914     | 100         | 111.565      | 100          |
|                                |                              |                   |             |             |              |              |
| Ungültige Stimmen              | Ungültige Stimmen            | Ungültige Stimmen | 1.698       | 1,5         | 1.047        | 0,9          |
| Wähler                         | Wähler                       | Wähler            | 112.612     | 70,2        | 112.612      | 70,2         |
| Wahlberechtigte                | Wahlberechtigte              | Wahlberechtigte   | 160.410     |             | 160.410      |              |
|                                |                              |                   |             |             |              |              |
| Quellen: Der Bundeswahlleiter, |                              |                   |             |             |              |              |

## Bundestagswahl 1990
| Kandidaten                  | Kandidaten                   | Parteien/Listen   | Erststimmen | Erststimmen | Zweitstimmen | Zweitstimmen |
| Kandidaten                  | Kandidaten                   | Parteien/Listen   | Stimmen     | %           | Stimmen      | %            |
| --------------------------- | ---------------------------- | ----------------- | ----------- | ----------- | ------------ | ------------ |
|                             | Ulrich Klinkertgewählt im WK | CDU               | 57.823      | 49,9        | 55.981       | 47,9         |
|                             | Dietmar Matterne             | SPD               | 25.034      | 21,6        | 24.926       | 21,3         |
|                             | Uwe Strey                    | PDS               | 13.832      | 11,9        | 13.302       | 11,4         |
|                             | −                            | DSU               | –           | –           | 1.437        | 1,2          |
|                             | Klaus Haupt                  | F.D.P.            | 10.289      | 8,9         | 10.664       | 9,1          |
|                             | Wilfried Dieck               | GRÜNE             | 8.450       | 7,3         | 6.071        | 5,2          |
|                             | –                            | BSA               | –           | –           | 33           | 0,0          |
|                             | −                            | LIGA              | –           | –           | 330          | 0,3          |
|                             | –                            | DIE GRAUEN        | –           | –           | 1.153        | 1,0          |
|                             | –                            | REP               | –           | –           | 2.214        | 1,9          |
|                             | –                            | KPD               | –           | –           | 74           | 0,1          |
|                             | –                            | NPD               | –           | –           | 382          | 0,3          |
|                             | –                            | ÖDP               | –           | –           | 176          | 0,2          |
|                             | –                            | Patrioten         | –           | –           | 12           | 0,0          |
|                             | –                            | SpAD              | –           | –           | 29           | 0,0          |
|                             | –                            | VAA               | –           | –           | 130          | 0,1          |
|                             | Hubert Heine                 | Einzelbewerber    | 496         | 0,4         | –            | –            |
| Gesamt                      | Gesamt                       | Gesamt            | 115.924     | 100         | 116.914      | 100          |
|                             |                              |                   |             |             |              |              |
| Ungültige Stimmen           | Ungültige Stimmen            | Ungültige Stimmen | 2.920       | 2,5         | 1.930        | 1,6          |
| Wähler                      | Wähler                       | Wähler            | 118.844     | 71,8        | 118.844      | 71,8         |
| Wahlberechtigte             | Wahlberechtigte              | Wahlberechtigte   | 165.450     |             | 165.450      |              |
|                             |                              |                   |             |             |              |              |
| Quellen: Statistik Sachsen, |                              |                   |             |             |              |              |

## Wahlkreissieger
| Wahl | Name            | Partei | Erststimmen |
| ---- | --------------- | ------ | ----------- |
| 1998 | Ulrich Klinkert | CDU    | 36,1 %      |
| 1994 | Ulrich Klinkert | CDU    | 51,1 %      |
| 1990 | Ulrich Klinkert | CDU    | 49,9 %      |